# Масахиро Андо
Масахиро Андо (јап. 安藤 正裕; 2. април 1972) бивши је јапански фудбалер.

## Каријера
Током каријере играо је за Шимицу С-Пулс, Џубило Ивата, Омија Ардија и многе друге клубове.

## Репрезентација
За репрезентацију Јапана дебитовао је 1999. године.

## Статистика
| Јапан  | Јапан | Јапан |
| Год.   | Ута.  | Гол.  |
| ------ | ----- | ----- |
| 1999   | 1     | 0     |
| Укупно | 1     | 0     |